# Патеа (река)
Патеа (Patea River) — река в Новой Зеландии, в регионе Таранаки (остров Северный). Берёт начало на восточных склонах вулкана Таранаки у города Стратфорд. Основной приток Мангаэху (левый). 
Длина реки 121 км. Патеа судоходна. Впадает в Тасманово море.
В 1979—1984 годах на реке была построена плотина. Образовалось искусственное озеро Роторанги (самое длинное искусственное озеро в Новой Зеландии, длина 46 км.
В первые годы колониальной Новой Зеландии река Патеа являлась границей между провинцией Новый Ольстер и провинцией Нью-Мунстер.